# أللاهيار صیادمنش
أللاهيار صیادمنش (مواليد 29 يونيو 2001) هو لاعب كرة قدم إيراني يلعب كمهاجم في نادي فنربخشة.

## روابط خارجية
- أللاهيار صیادمنش على موقع الاتحاد الدولي (مؤرشف)  (الإنجليزية)
- أللاهيار صیادمنش على موقع اتحاد تركيا (لاعب) (الإنجليزية)
- أللاهيار صیادمنش على موقع قاعدة بيانات كرة القدم.إي يو (الإنجليزية)
- أللاهيار صیادمنش على موقع ناشيونال فوتبول تيمز (الإنجليزية)
- أللاهيار صیادمنش على موقع Soccerbase.com (لاعب) (الإنجليزية)
- أللاهيار صیادمنش على موقع Soccerway.com (الإنجليزية)
- أللاهيار صیادمنش على موقع عالم كرة القدم.نت (الإنجليزية)